# Der Bulle von Tölz: Der Heiratskandidat
Der Heiratskandidat ist ein deutscher Fernsehfilm von Wolfgang F. Henschel aus dem Jahr 2003 nach einem Drehbuch von Andreas Föhr und Thomas Letocha. Es ist die 45. Folge der Krimiserie Der Bulle von Tölz mit Ottfried Fischer als Hauptdarsteller in der Rolle des Hauptkommissars Benno Berghammer. Die Erstausstrahlung erfolgte am 29. Oktober 2003 auf Sat.1.

## Handlung
Der Enthüllungsjournalist Bertram Söllner wird von einem Angler tot aus dem Eibsee gezogen. Zunächst sind alle Ermittler geschockt, denn die Leiche sieht Hauptkommissar Benno Berghammer zum Verwechseln ähnlich, doch dann steht dieser plötzlich hinter ihnen. Sabrina Lorenz fällt dem verdutzten Kommissar erleichtert um den Hals.
Gerichtsmediziner Dr. Sprung findet heraus, dass Bertram Söllner ein Beruhigungsmittel in Form eines Tees verabreicht wurde. Derart außer Gefecht gesetzt, wurde das Opfer an den Haaren unter Wasser gezogen und ertränkt.
Die polizeilichen Ermittlungen ergeben, dass Bertram Söllner von einer Heiratsvermittlung mehrere Kontakte zu Frauen vermittelt worden sind; er hat es mit der Treue nicht so genau genommen. Unter ihnen sind die Devotionalienhändlerin Rita Wrobbel, deren Vergangenheit als Prostituierte Söllner aufgedeckt hat, und die Wahrsagerin Martha Wunderlich, deren Auto von dem Angler am See gesehen wurde.
Ein weiterer Verdächtiger ist der auf Kirchenfenster spezialisierte Glaser Fritz Karner, der keine Aufträge mehr bekommt, weil der Journalist über Kirchendiebstähle Karners berichtet hat.
Markus Söllner, der Bruder des Toten, gibt an, Bertram habe eine goldene Rolex-Uhr besessen, doch diese ist spurlos verschwunden. Katja Flemisch, die Leiterin der Heiratsvermittlung und Freundin des Bauunternehmers Anton Rambold, hat die Uhr auf der Toilette der Partnervermittlung gefunden und als Pfand einbehalten, weil Bertram Söllner mit den Zahlungen im Rückstand war. Rambold ist gar nicht begeistert, dass er nun ein Beweismittel in einem Mordfall in Händen hält. Er entschließt sich kurzerhand, die Uhr zum Schmieren eines hohen Beamten der Staatskanzlei zu verwenden, damit dieser ihn, Rambold, für den Bayerischen Verdienstorden vorschlägt.
Der Glaser Karner wird von Kommissar Berghammer und Polizist Pfeiffer dabei beobachtet, wie er eine Uhr an eine andere Person übergibt. Es handelt sich um die Rolex des Toten. Der Beamte der Staatskanzlei wollte die Uhr zu Geld machen lassen, ohne dass jemand erfährt, dass er in finanziellen Schwierigkeiten ist.
Die Wahrsagerin Martha Wunderlich lenkt beim Kartenlegen und bei einer spiritistischen Sitzung mit Benno Berghammer die Spur auf Anton Rambold, und tatsächlich wird, im Garten der Villa vergraben, unter anderem ein Zigarettenetui gefunden, das dem Toten gehörte. Rambold wird festgenommen und ins Polizeigefängnis gebracht. Dennoch glauben die Kommissare irgendwie nicht, dass er ein Mörder ist, und stellen der Tippgeberin eine Falle mit einem angeblichen Tagebuch, in dem Bertram Söllner eingetragen haben könnte, wer ihm den Tee vergiftet hat. Martha Wunderlich fällt darauf herein und räumt schließlich ein, den Tee manipuliert zu haben, damit ihrem Geliebten übel werde und sie sich dann um ihn kümmern könne.
Rita Wrobbel und Markus Söllner verlieben sich ineinander, doch als er beim Stöbern in den Unterlagen seines Bruders von Wrobbels Vergangenheit erfährt, ist er enttäuscht. Die Devotionalienhändlerin setzt ihn jedoch unter Druck: Sie habe am See gesehen, wie er mit seinem Bruder gestritten habe, und die Polizei wisse noch nichts davon. Daraufhin setzt Söllner die zwei Geldeintreiber, die ihn seit einiger Zeit bedrohen, auf Wrobbel an. Sie sollten sich um sie kümmern, damit sie sein Erbe nicht mehr gefährden könne; dann sei er in der Lage, seine Schulden zu begleichen. Die Geldeintreiber schlagen die Frau in ihrem Laden nieder und sagen Söllner, dass sie sie in die abbruchreife Kurklinik bringen werden. Söllner befürchtet, dass Rita Wrobbel tot sein könnte, und informiert die Polizei, die sofort ausrückt und die gefesselte und geknebelte Devotionalienhändlerin befreit. Dabei wird Polizist Pfeiffer verletzt, der einen Schuss abgefeuert und den Querschläger ins Knie bekommen hat.
Als sich herausstellt, dass Markus Söllner das gesamte Erbteil seiner Eltern an der Börse verspekuliert hat und darüber hinaus bei einem Kredithai verschuldet ist, gerät auch er unter Verdacht. Rita Wrobbel gibt bei der Polizei an, dass sie am See die Söllner-Brüder beim Streiten gesehen hat. Schließlich gesteht Markus Söllner, seinen Bruder ertränkt zu haben, um ans Erbe zu kommen.
Plötzlich fällt den Kommissaren ein, dass sie im Eifer der Ermittlungen vergessen haben, dass Anton Rambold sich noch in Polizeigewahrsam befindet. Als sie ihn freilassen, droht er mit einer Klage und zückt das Handy, um seinen Anwalt anzurufen. Doch als Benno Berghammer ihn an die Rolex erinnert und ihm mitteilt, dass die Staatskanzlei entschieden habe, ihm, Rambold, den Bayerischen Verdienstorden zu verleihen, steckt der Bauunternehmer das Handy wieder ein und meint, es gebe doch eine Gerechtigkeit.

### Nebenhandlung
Resi Berghammer findet auf dem Speicher ein vergilbtes Schriftstück, verfasst in Sütterlin, das ihr verstorbener Onkel Walter hinterlassen hat. Hinter dem verblassten Gekritzel vermutet sie eine Art Schatzkarte. Beim Versuch, es bei Sonnenlicht mit einer Lupe zu entziffern, wird das Papier angekokelt und die betreffende Textpassage vernichtet. Frau Berghammer lässt das Schriftstück – ohne Wissen ihres Sohnes – kriminaltechnisch untersuchen. Das Ergebnis drückt Dr. Sprung Kommissar Berghammer in die Hand, der gar nicht begeistert ist, dass seine Mutter polizeiliche Einrichtungen für private Zwecke missbraucht.
Das Lesbarmachen der Schrift bringt Frau Berghammer nicht weiter, auch die Grabungsversuche eines Bekannten im Garten führen nicht zum Ziel. Doch als sie erfährt, dass ihr Sohn im Zuge von Ermittlungen mit der Wahrsagerin Martha Wunderlich zu tun hat und sie gerade kontaktieren will, kommt diese von sich aus zur „Pension Resi“ und fragt nach Benno. Während die beiden versuchen, mit dem verstorbenen Onkel einen Kontakt herzustellen, platzt der Kommissar in die Sitzung. Ein weiterer Versuch der Kontaktaufnahme mit dem Toten scheitert daran, dass die beiden Frauen dessen alte Hütte nicht finden, die in einem Moor in der Jachenau steht. Resi Berghammer versinkt im Sumpf und muss von der Feuerwehr gerettet werden.
Einem Geistesblitz folgend, reißt sie den Boden in Bennos Schlafzimmer auf und hebt den „Schatz“. Es handelt sich um eine Schatulle, die mit irgendwelchem Krimskrams gefüllt ist. Der Kommissar meint dazu, der Onkel Walter sei noch ein kleines Kind gewesen, als er hier gewohnt habe; außerdem habe das Schreiben von Anfang an infantile Züge aufgezeigt.

## Hintergrund
Die Dreharbeiten erfolgten in Bad Tölz und am Kirchsee in Sachsenkam. Bei Anton Rambolds neuer Villa handelt es sich um das Vagener Schloss, das bereits in Sturm der Liebe als „Hotel Fürstenhof“ diente; als Schauplatz für die „Pension Resi“ diente das Hollerhaus Irschenhausen.

## Kritik
Die Programmzeitschrift TV Spielfilm schreibt: „Nicht gerade rasant, aber schön schrullig.“